# Johann Baptist Alzog

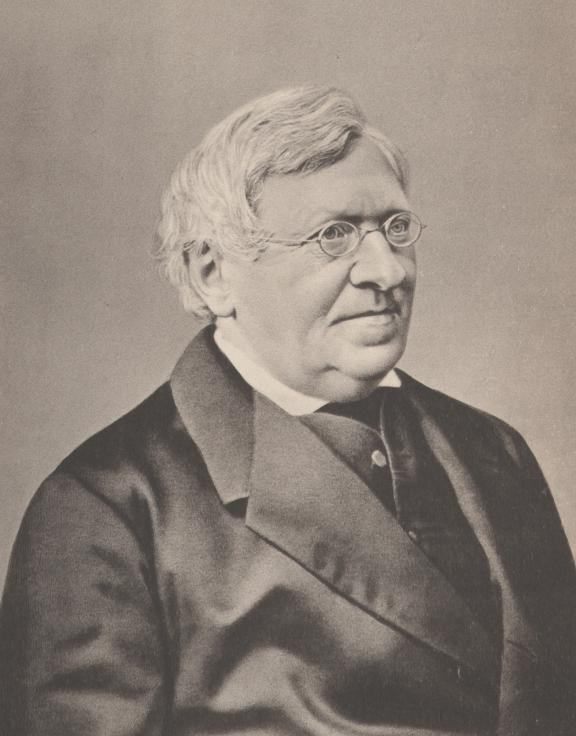
Johann Baptist Alzog

Johann Baptist Alzog (* 29. Juni 1808 in Ohlau, Schlesien; † 1. März 1878 in Freiburg im Breisgau) war ein deutscher katholischer Theologe und Kirchenhistoriker.

## Biografie
Johann Baptist Alzog war der Sohn des Rotgerbermeisters Joseph Alzog und dessen Gattin Elisabeth geb. Schubert. Nach dem Besuch des Gymnasiums in Brieg studierte er an den Universitäten von Breslau und Bonn Katholische Theologie. Von 1830 bis 1834 war Alzog in Aachen als Hauslehrer tätig und wurde am 4. Juli 1834 in Köln zum Priester geweiht. 1845 wurde er in Münster zum Dr. theol. promoviert. Anschließend lehrte er am Priesterseminar in Posen Exegese und Kirchengeschichte. Als der Erzbischof von Posen, Martin von Dunin, der Eheschließungen nach dem römisch-katholischen Ritus zwischen Katholiken und anders-Konfessionellen verbieten wollte, wegen dieses Vorgehens vom preußischen König gemaßregelt wurde, unterstützte Johann Baptist Alzog den Bischof.
Sein 1841 in Mainz erschienenes Lehrbuch der Universal-Kirchengeschichte, das schnell mehrere Auflagen erlebte, begründete den überregionalen Ruf des Geistlichen. Der Kölner Bischof Johannes von Geissel wollte ihn an die Universität Bonn berufen, was die preußische Regierung ablehnte. 1844 ernannte man den Theologen zum Domkapitular in Hildesheim, wo er ab 1845 auch als Professor und Vize-Regens des Priesterseminars wirkte. 1848 wurde er Regens des Priesterseminars.
1853 erhielt Alzog den Lehrstuhl für Kirchengeschichte an der Universität Freiburg und wurde zum Geistlichen Rat ernannt. Dieses Amt hatte er bis zu seinem Tod inne.
Außerdem nahm er 1869 als Konsultor in Rom an der Vorbereitung des I. Vatikanums teil. Auf der Kirchenversammlung unterstützte er das Dogma der Päpstlichen Unfehlbarkeit.
Im Jahr 1876 wurde Alzog als Ehrenmitglied in die KDStV Hercynia Freiburg im Breisgau  aufgenommen.
Heinrich Hansjakob, der bei ihm studierte, schrieb über ihn: „Alzog war ein Lehrer von sehr umfassendem Wissen, sein Vortrag aber teils störend, teils komisch dadurch, daß er nach jedem zweiten Satz die Worte 'denn da' einzuschalten pflegte.“

## Veröffentlichungen (Auswahl)
- Explicatio catholicorum systematis de interpretatione literarum sacrarum. Commentatio theologico-polemica. Dissertation Münster 1835.
- Universalgeschichte der christlichen Kirche vom katholischen Standpunkte. Lehrbuch für theologische Vorlesungen. Mainz 1841, 2. Auflage 1843, 4. Auflage 1846, 5. Auflage 1850, 6. Auflage 1855, 7. Auflage 1860 (Digitalisat)
  - Handbuch der Universal-Kirchengeschichte. 8. Auflage 1866/67; 9. Auflage 1872
  - Handbuch der allgemeinen Kirchengeschichte. 10. Auflage, neu bearbeitet von Franz Xaver Kraus, 1882
- Grundriß der Patrologie oder der ältern christlichen Literärgeschichte. Freiburg i. Br. 1866. 2. Auflage 1869; 3. Auflage 1876; 4. Auflage 1888
- Itinerarium oder Raisbüchlin des P. Conrad Burger, Conventual des Zisterzienserklosters Tennenbach und Beichtiger im Frauenkloster Wonnental vom Jahre 1641 bis 1678. In: Freiburger Diözesan-Archiv 5, 1870, S. 247–358 und 6, 1871, S. 73–157.
- Die deutschen Plenarien im 15. und zu Anfang des 16. Jahrhunderts (1470–1522). Ein Beitrag zur Geschichte der religiösen Volksbildung in jener Zeit, besonders in Süddeutschland. In: Freiburger Diözesan-Archiv 8, 1874, S. 255–330.